# Ванцагелло
Ванцагелло, Ванцаґелло (італ. Vanzaghello) — муніципалітет в Італії, у регіоні Ломбардія, метрополійне місто Мілан.
Ванцагелло розташоване на відстані близько 510 км на північний захід від Рима, 35 км на північний захід від Мілана.
Населення — 5376 осіб (2012).
Покровитель — Sant'Ambrogio.

## Демографія
Населення за роками:

Станом на 1 січня 2023 року в муніципалітеті офіційно проживав 351 іноземець з 36 країн, серед них 28 громадян країн Євросоюзу та 25 громадян України.

## Сусідні муніципалітети
- Кастано-Примо
- Лонате-Поццоло
- Маньяго
- Самарате